# Maudo Jarjué
Maudo Lamine Jarjué, nato Modou Lamin Jarju (Serekunda, 30 settembre 1997), è un calciatore gambiano, difensore dello Struga.

## Caratteristiche tecniche
È un difensore centrale.

## Carriera

### Club
Dopo gli inizi presso squadre gambiane e guineensi, nel 2015 approda al Gil Vicente; fa il suo esordio fra i professionisti il 23 novembre 2016 in occasione dell'incontro di Segunda Liga perso 2-0 contro il Vitória Guimarães B. Il 9 luglio 2017 si trasferisce in Azerbaigian al Səbail dove nell'arco di due stagioni colleziona 50 presenze fra campionato e coppe nazionali. Nel 2019 passa all'Austria Vienna a titolo definitivo, alternandosi fra prima e seconda squadra.
Nel febbraio 2021 viene prestato in Svezia all'Elfsborg fino al termine della stagione, ma a fine anno la società scandinava fa valere l'opzione di acquisto e preleva il giocatore a titolo definitivo con un contratto fino al 2024.

### Nazionale
Il 25 marzo 2021 debutta nella nazionale gambiana giocando l'incontro di qualificazione per la Coppa d'Africa 2021 vinto 1-0 contro l'Angola.

## Statistiche
Statistiche aggiornate al 26 marzo 2021.

### Presenze e reti nei club
| Stagione        | Squadra           | Campionato      | Campionato | Campionato | Coppe nazionali | Coppe nazionali | Coppe nazionali | Coppe continentali | Coppe continentali | Coppe continentali | Altre coppe | Altre coppe | Altre coppe | Totale | Totale | Totale |
| Stagione        | Squadra           | Comp            | Pres       | Reti       | Comp            | Pres            | Reti            | Comp               | Pres               | Reti               | Comp        | Pres        | Reti        | Pres   | Reti   |        |
| --------------- | ----------------- | --------------- | ---------- | ---------- | --------------- | --------------- | --------------- | ------------------ | ------------------ | ------------------ | ----------- | ----------- | ----------- | ------ | ------ | ------ |
| 2016-2017       | Gil Vicente       | LdH             | 4          | 0          | CP+CdL          | 0               | 0               |                    | -                  | -                  |             | -           | -           | 4      | 0      |        |
| 2017-2018       | Səbail            | PL              | 20         | 0          | CA              | 2               | 0               |                    | -                  | -                  |             | -           | -           | 22     | 0      |        |
| 2018-2019       | Səbail            | 1D              | 25         | 0          | CA              | 3               | 0               |                    | -                  | -                  |             | -           | -           | 28     | 0      |        |
| 2019-2020       | Austria Vienna II | 1L              | 15         | 2          |                 | -               | -               |                    | -                  | -                  |             | -           | -           | 15     | 2      |        |
| 2020-feb. 2021  | Austria Vienna II | 1L              | 5          | 0          |                 | -               | -               |                    | -                  | -                  |             | -           | -           | 5      | 0      |        |
| 2019-2020       | Austria Vienna    | BL              | 6          | 0          | CA              | 0               | 0               | UEL                | 2                  | 1                  |             | -           | -           | 8      | 1      |        |
| 2020-feb. 2021  | Austria Vienna    | BL              | 4          | 0          | CA              | 2               | 0               |                    | -                  | -                  |             | -           | -           | 6      | 0      |        |
| Totale carriera | Totale carriera   | Totale carriera | 79         | 2          |                 | 7               | 0               |                    | 2                  | 1                  |             | -           | -           | 88     | 3      |        |

### Cronologia presenze e reti in nazionale
| Cronologia completa delle presenze e delle reti in nazionale ― Gambia | Cronologia completa delle presenze e delle reti in nazionale ― Gambia | Cronologia completa delle presenze e delle reti in nazionale ― Gambia | Cronologia completa delle presenze e delle reti in nazionale ― Gambia | Cronologia completa delle presenze e delle reti in nazionale ― Gambia | Cronologia completa delle presenze e delle reti in nazionale ― Gambia | Cronologia completa delle presenze e delle reti in nazionale ― Gambia | Cronologia completa delle presenze e delle reti in nazionale ― Gambia |
| Data                                                                  | Città                                                                 | In casa                                                               | Risultato                                                             | Ospiti                                                                | Competizione                                                          | Reti                                                                  | Note                                                                  |
| --------------------------------------------------------------------- | --------------------------------------------------------------------- | --------------------------------------------------------------------- | --------------------------------------------------------------------- | --------------------------------------------------------------------- | --------------------------------------------------------------------- | --------------------------------------------------------------------- | --------------------------------------------------------------------- |
| 25-3-2021                                                             | Bakau                                                                 | Gambia                                                                | 1 – 0                                                                 | Angola                                                                | Qual. Coppa d'Africa 2021                                             | -                                                                     | 74’                                                                   |
| 29-3-2021                                                             | Kinshasa                                                              | RD del Congo                                                          | 1 – 0                                                                 | Gambia                                                                | Qual. Coppa d'Africa 2021                                             | -                                                                     |                                                                       |
| Totale                                                                |                                                                       | Presenze                                                              | 2                                                                     |                                                                       | Reti                                                                  | 0                                                                     |                                                                       |